# Licini II
Licini II (en llatí Flavius Valerius Licinianus Licinius) va ser fill de l'emperador Licini I i de Constància o Constantina (germana de Constantí I el Gran). Va néixer l'any 315.
El març del 317, amb 20 mesos d'edat, després de la victòria del seu pare sobre Licini a la batalla de Màrdia va ser nomenat cèsar junt amb els seus cosins Flavi Juli Crisp i Constantí II i el 319, amb 4 anys, va ser col·lega del seu oncle Constantí el Gran en el consolat.
A la caiguda del seu pare el 323, segons Eutropi, relat que corrobora Jeroni d'Estridó, va ser privat de tots els seus honors i poc després va ser executat (326) junt amb el seu cosí Crisp. Entre els títols de què va gaudir i que apareixen a les medalles o monedes, hi ha els de Jovius i Dominus, en comú amb el seu pare. En alguna moneda apareix fins i tot amb el títol d'august, encara que no se sap que tingués cap dret per portar-lo.